# Monte Novesso
Il monte Novesso (1409 m s.l.m.) è una montagna delle Alpi Pennine, in Piemonte. 

## Caratteristiche

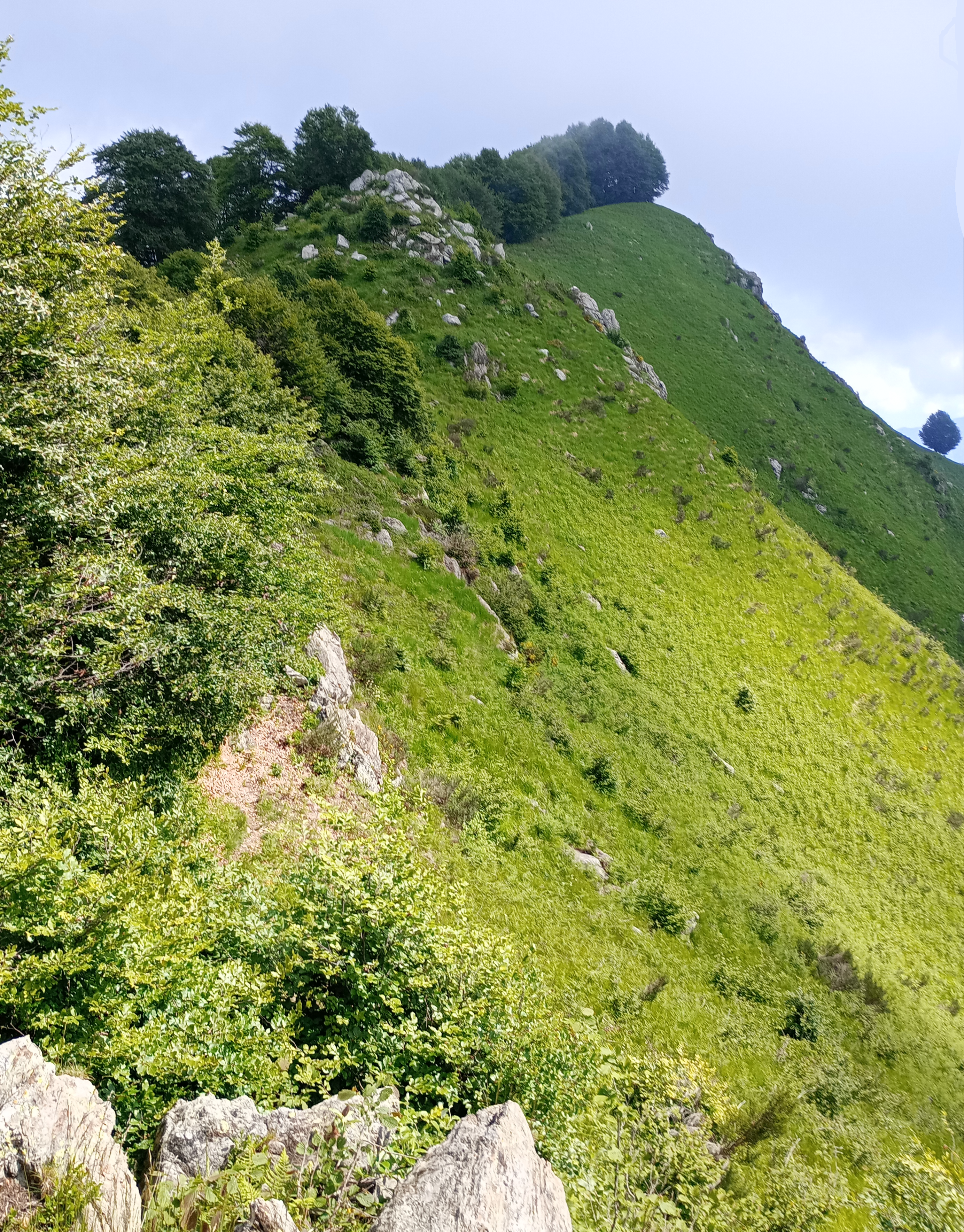
La cresta sud

La montagna, caratterizzata da una lunga cresta, appartiene alle Alpi Cusiane e fa parte del crinale che divide la Valsesia dalla conca del Lago d'Orta. Lo spartiacque verso nord procede con la Sella delle Secche (1296 m) e il Colle del Ranghetto, risalendo poi verso il Monte Ostano e il Monte Croce, mentre a sud perde quota fino alla Sella del Riale dell'Acqua (1205 m), proseguendo quindi in direzione del Monte Vesso e del Monte Briasco. Dal monte Novesso si stacca verso est una cresta che divide tra loro i due valloni cusiani del Qualba e del Fiumetta, e che comprende il boscoso Monte Mazzone (1234 m). La sua prominenza topografica è di 168 m. Sulla cima del monte Novesso si trova una borchia geoidetica dell'IGM e, a breve distanza, una antenna metallica. La montagna amministrativamente appartiene al comune di Varallo, il cui territorio si estendo in direzione del lago d'Orta anche al di là del crinale spartiacque con la Valsesia. Il monte si presenta boscoso sul versante occidentale (Valsesiano) e prevalentemente prativo verso est. La sua cima offre un buon punto di vista sul Lago d'Orta e sulle montagne della zona.

## Accesso alla vetta

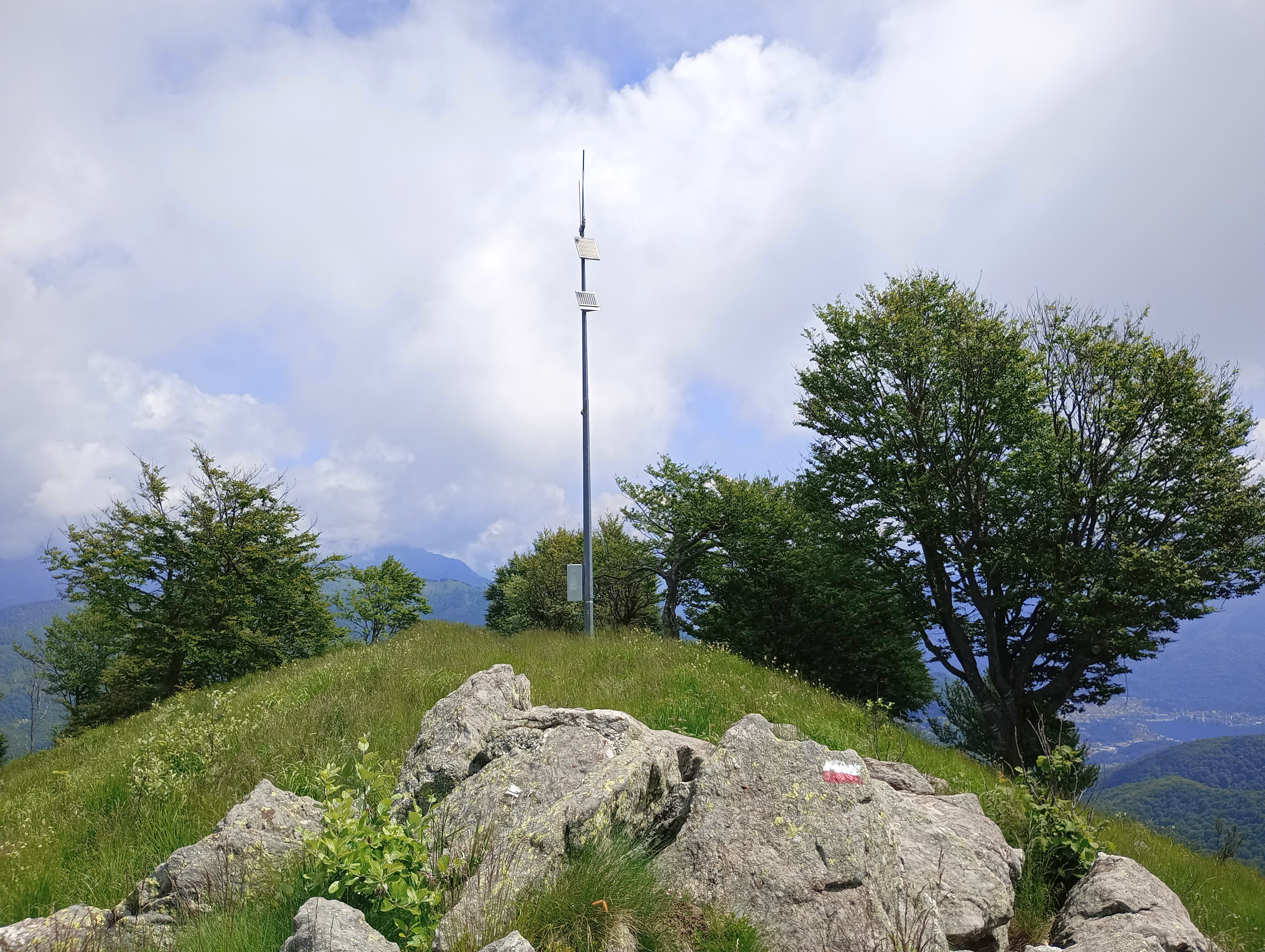
La cima della montagna

La cima del monte Novesso si può raggiungere o da sud o da nord seguendo il sentiero che si tiene nei pressi del crinale Cusio/Valsesia. Un terzo sentiero, con partenza da Cesara, ne raggiunge la cima per il versante orientale. Queste vie di salita sono considerate di difficoltà escursionistica di tipo E (escursionismo medio).

### Skyrunning

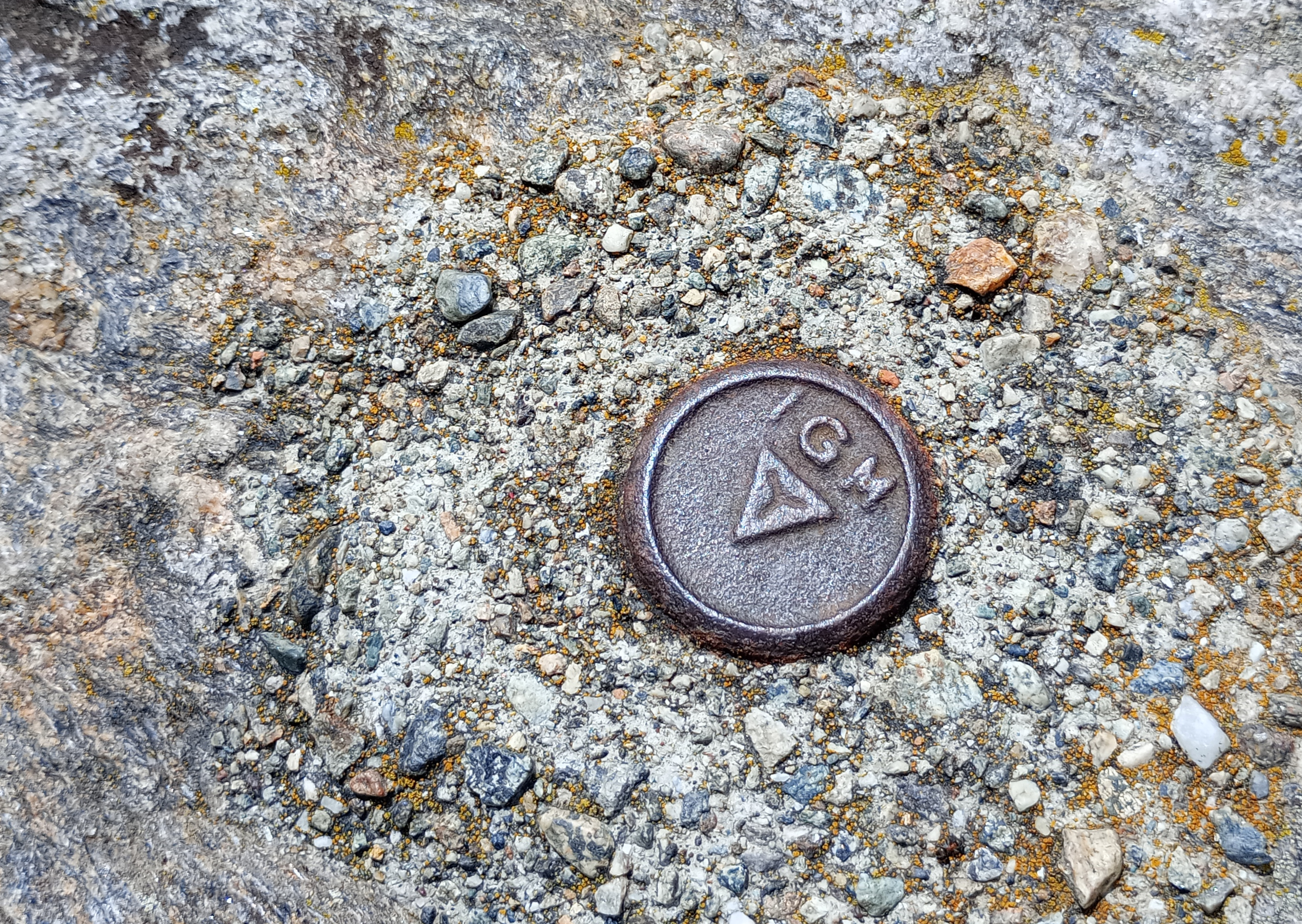
Borchia geodetica sulla cima del monte

Per il monte Novesso transita l'UTLO (Ultyra Trail del Lago d'Orta), una gara di corsa in montagna che a partire dal 2015 si svolge d'autunno sui sentieri del Cusio.

## Bibliografia

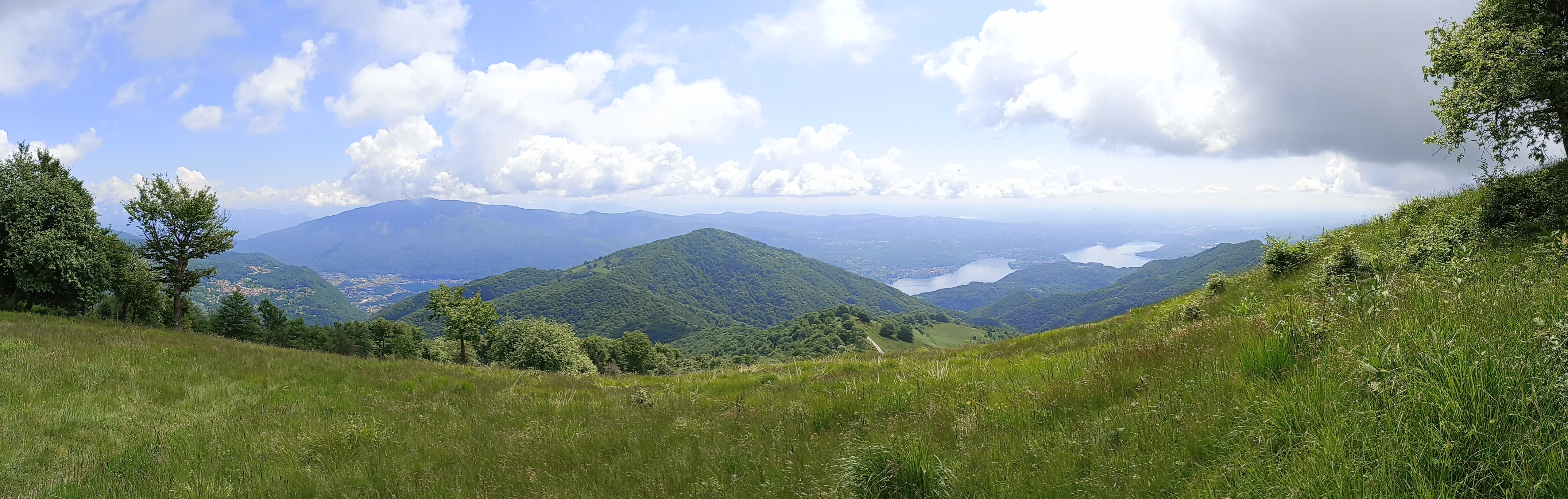
Vista verso est, con il Mottarone e il Lago d'Orta
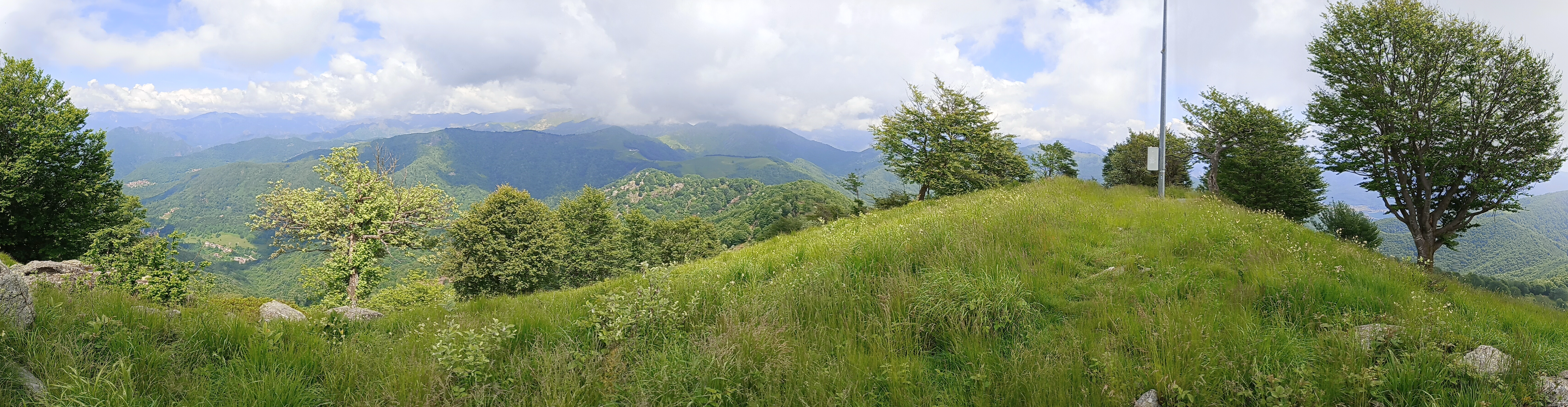
Vista verso nord-ovest